# Tajumulco
Tajumulco (španělsky Volcán Tajumulco) je neaktivní stratovulkán, který se nachází na západě Guatemaly v pohoří Sierra Madre de Chiapas. Se 4220 m je i nejvyšší horou této země a celé oblasti Střední Ameriky.
Sopka má dva vrcholy, jeden s 50-70 m širokým kráterem, jehož masív je tvořený převážně andezity a dacity. Sopečná aktivita Tajumulca nebyla nikdy doložená, existují však záznamy o údajných erupcích v letech 1821, 1863 a 1893. Vulkán a jeho okolí byl vyhlášen národním parkem.